# Kaiserjoch
Kaiserjoch är ett bergspass i Österrike.   Det ligger i distriktet Landeck och förbundslandet Tyrolen, i den västra delen av landet, 500 km väster om huvudstaden Wien. Kaiserjoch ligger 2 306 meter över havet.
Terrängen runt Kaiserjoch är huvudsakligen bergig, men västerut är den kuperad. Närmaste större samhälle är Landeck, 19,0 km öster om Kaiserjoch. 
Trakten runt Kaiserjoch består i huvudsak av gräsmarker. Runt Kaiserjoch är det ganska glesbefolkat, med 27 invånare per kvadratkilometer.